# Accident aérien du C-130 Hercules indonésien en 2009
L'accident aérien du C-130 Hercules indonésien de 2009  est un accident survenu le 20 mai 2009 à 6 h 30 heure locale en Indonésie alors qu'un Lockheed C-130 Hercules de l'armée de l'air indonésienne transportait 112 personnes (98 passagers et 14 membres d'équipage). Il se rendait de la base aérienne Halim Perdanakusuma à Jakarta à celle d'Iswahyudi à Java oriental. L'accident a causé au moins 99 morts, dont deux au sol, lorsque l'avion a touché quatre maisons avant de s'arrêter dans une rizière du village de Geplak dans le kabupaten de Magetan,. Au moins 70 autres personnes ont été emmenées dans un hôpital local. Les autorités pensent qu'il manque encore un corps.

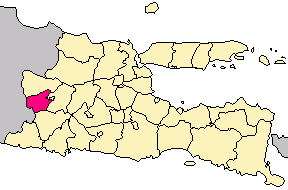
Le kabupaten de Magetan dans la province de Java oriental.

L'avion était un Lockheed L-100-30(P), une version civile du C-130 Hercules, (immatriculé A-1325). Il effectuait un vol normal, transportant du personnel militaire et leurs familles de Jakarta à Java Est. L'avion était dans son approche d'Iswahyudi. Il s'est écrasé à environ 5,5 km au nord-ouest de l'extrémité nord de la piste, puis a pris feu. Les conditions de vol et la météorologie étaient bonnes au moment de l'accident. La cause n'en a pas encoré été déterminée, l'enquête étant encore à un stade préliminaire.